# Pražský misál
Pražský misál (latinsky Missale Pragense nebo také Missale ecclesiae Pragensis) je liturgická kniha, která se používala v pražské arcidiecézi před zavedením jednotného římského misálu v roce 1570. V tištěné podobě dosáhl celkem devíti vydání, z nichž první z roku 1479 (vytištěné pravděpodobně v Plzni) je jedním z nejstarších českých prvotisků. Další tištěná vydání vyšla v letech 1488, 1497, 1498 (dvě vydání), 1503, 1507, 1508 a 1522.